# Jean-Christian Cady
Jean-Christian Cady (* 17. Dezember 1943 in Angers, Département Maine-et-Loire, Frankreich) ist ein französischer Beamter und Mitarbeiter der Vereinten Nationen.

## Werdegang
Jean-Christian Cady wurde als Sohn von Raymond und Simone Cady geboren. 1967 erhielt er an der Nationalen Schule für Administration und am Institut für politische Studien in Paris jeweils ein Diplom. 1967 folgte eine Zulassung an der Schule für Recht in Paris.
Von 1973 bis 1975 war Cady Unterpräfekt in der Unterpräfektur Pamiers, von 1975 bis 1977 Handelsberater an der französischen Botschaft in Teheran (Iran) und von 1977 bis 1982 Kabinettsdirektor der Präfektur Lyon. Von 1982 bis 1984 folgte das Amt des Generalsekretärs der Präfektur Martinique, von 1984 bis 1987 des Unterpräfekten von Roanne, von 1987 bis 1993 des Generalmanagers des Generalrates von Seine-Maritime und von 1993 bis 1996 des Präfekten der Präfektur Hautes-Alpes in Gap. Von November 1996 bis April 1999 war Cady Präfekt von Aveyron in Rodez und danach Generalinspekteur im Innenministerium.
Am 23. November 1999 ernannte der Generalsekretär der Vereinten Nationen Cady zum stellvertretenden Sonderbeauftragten für die Übergangsverwaltung der Vereinten Nationen für Osttimor (UNTAET). Am 12. Juli 2000 übernahm Cady das Amt des Ministers für Polizei und Notdienste in der I. Übergangsregierung Osttimors, die aus internationalen und osttimoresischen Mitgliedern bestand. Sie wurde am 20. September 2001 von der II. Übergangsregierung Osttimors abgelöst, der, abgesehen von Administrator Sérgio Vieira de Mello, nur noch Osttimoresen angehörten.
Cady wurde bereits im August 2001 stellvertretenden Sonderbeauftragter des UN-Generalsekretärs für den Kosovo und Head of Pillar I der UNMIK. Am 15. Dezember 2004 endete dort sein Dienst.

## Sonstiges
Cady ist seit 1972 mit Angela Rosemary Gray verheiratet und hat zwei Töchter und einen Sohn.
Von 1988 bis 1990 war Cady Vizepräsident der Association du Corps Prefectoral.
Er ist seit 2011 Träger der Médaille de la Renaissance française.